# Reest
El Reest (en baix saxó neerlandès, Riest) és un rierol que es troba als Països Baixos. La majoria d'aquest rierol forma la frontera entre les províncies d'Overijssel i Drenthe. Gràcies a la hidrologia que no ha canviat, el Reest ha guardat la seva natura i hi ha una flora molt especial, com el càrex i Sanguisorba officinalis. També és un biòtop per a la cigonya blanca i s'hi troben altres animals com el toixó i la guineu.